# Кала-Патхар
Кала-Патхар (кит.: 卡拉帕塔, укр. Чорна скеля) — гірська вершина в системі Гімалаїв, є південним виступом гори Пуморі. Окремою вершиною Кала-Патхар вважається досить умовно, адже її топографічне перевищення (відносна висота) складає всього 10 м. Проте сходження на Кала-Патхар дуже популярне серед туристів-альпіністів у зв'язку з відносною легкістю, а також через відмінний вид на  Джомолунгму (від підніжжя до вершини), що відкривається з вершини. Крім найвищої гори світу, з Кала-Патхар відкривається чудовий вид на вершини Нупце, Чангзе і Лхоцзе. З 2011 р. на Кала-Патхарі працює вебкамера Джомолунгми — найвища вебкамера в світі.
Сходження на Кала-Патхар потребує 1,5-2 години, якщо йти від Горакшепу (англ. Gorakshep, 5164 м н.р.м., або 3,5-5 годин, якщо від Лобуче (Непал, англ. Lobuche, 4940 м н.р.м.)
У грудні 2009 р. з метою залучення світової уваги до проблеми  зміни клімату на планеті на вершині Кала-Патхар побував прем'єр-міністр Непалу Мадхав Кумар Непал, який провів там коротку нараду з Кабінетом міністрів.

## Фотогалерея

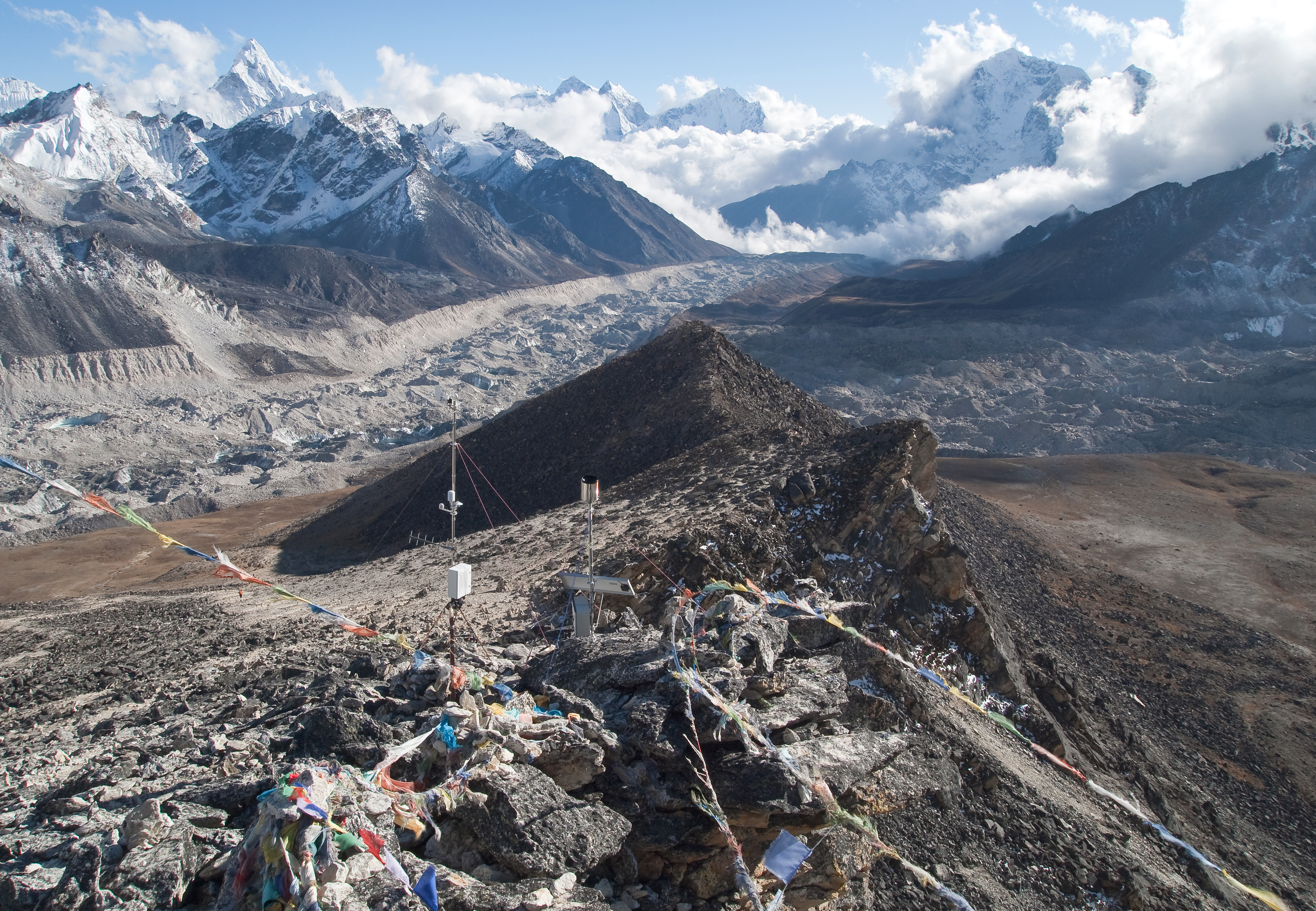
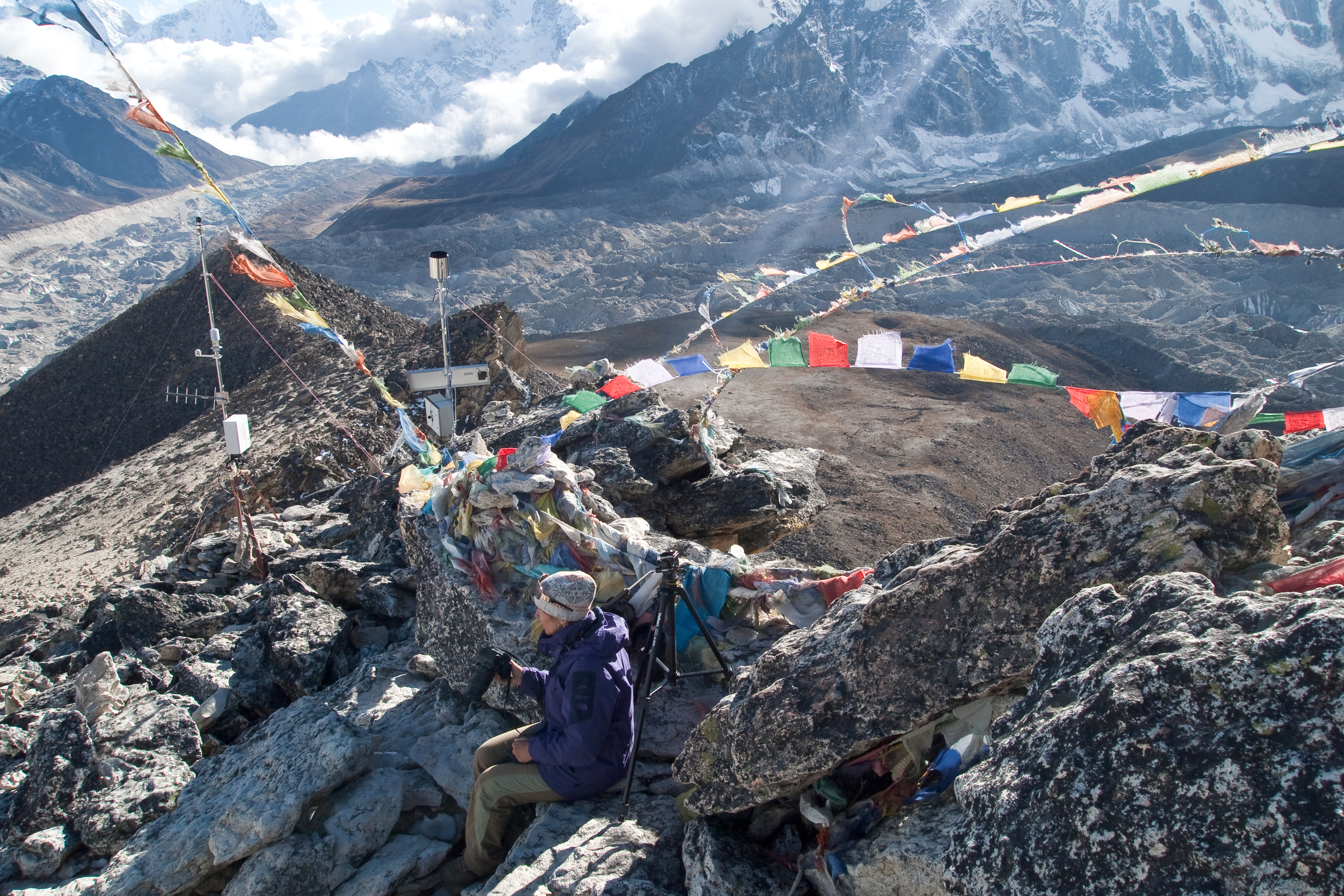
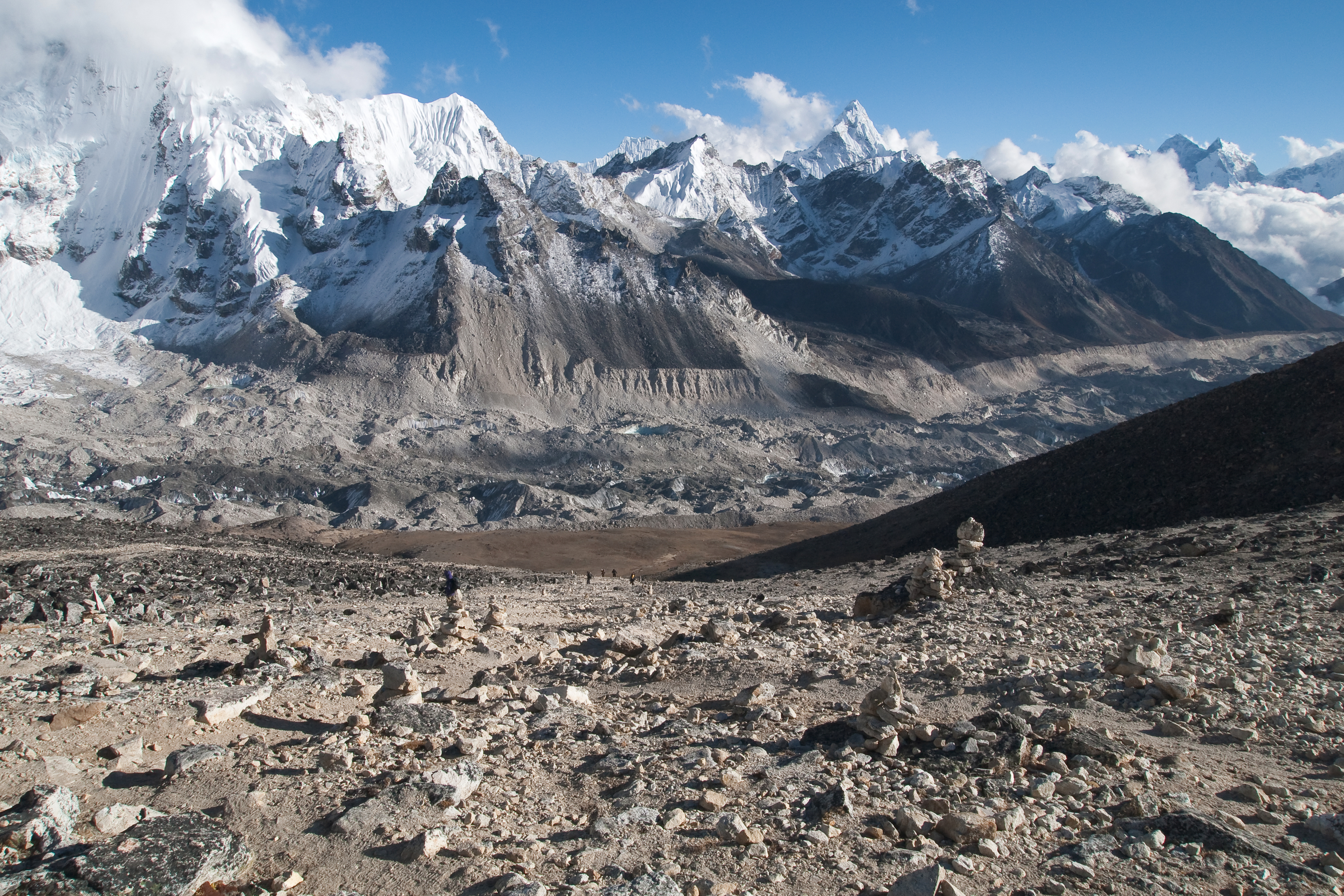

Вид на Еверест і льодовик Кхумбу з вершини Кала-Патхар

## Висота
Щодо точної висоти Кала-Патхар повної ясності немає. У більшості джерел наводяться цифри від 5540 до 5554 метрів. У книзі Trekking in the Everest Region Джеймі Макгінесса вказано висоту в 5600 м. 6 грудня 2006 р. з метою визначення точної висоти вершини на Кала-Патхар приїхав доктор Льюїс А. Руедас з Портлендського університету]. За допомогою 48 окремих вимірювань Garmin eMap GPS він визначив висоту в 5643 м над рівнем моря. Навіть з урахуванням того, що до висоти вершини за останні десятиліття доданий приблизно один метр каменів, якими відзначають свої успішні сходження альпіністи, його дані дуже відрізняються від всіх отриманих раніше. Повторне вимірювання в жовтні 2008 р., зроблене за допомогою GPS-WAAS, підтвердило дані 2006 р. і показало висоту в 5644,5 м.

## Виноски
1. ↑  Exquisite Views from Kala Patthar [Архівовано 20 квітня 2015 у Wayback Machine.] (англ.) на сайті nepal.com
2. ↑  Highest Webcam: Mount Everest webcam sets world record [Архівовано 14 лютого 2014 у Wayback Machine.] (англ.) на сайті worldrecordacademy.com, 11 жрвтня 2011
3. ↑  Утпал Парашар. Nepali cabinet meets at Everest base camp [Архівовано 22 грудня 2013 у Wayback Machine.] (англ.) на сайте hindustantimes.com, 4 грудня 2009
4. ↑  Кала-Патхар [Архівовано 6 серпня 2014 у Wayback Machine.] (англ.) на сайті peakbagger.com
5. ↑  Kala Patthar Trekking — 16 Days [Архівовано 16 грудня 2013 у Wayback Machine.] (англ.) на сайті trekkingtoursnepal.com
6. ↑  Trailblazer Publications (2009) стор 28 ISBN 978-1-873756-99-7
7. ↑  Everest Base Camp Trek Day 7: Gorak Shep and climbing Kala Patthar [Архівовано 12 серпня 2014 у Wayback Machine.] (англ.) на сайті thelongestwayhome.com